# Temporada 1952-1953 del RCD Espanyol
Dades de la Temporada 1952-1953 del RCD Espanyol.

## Fets Destacats
- L'Espanyol de la temporada 1952-53 fou conegut com l'equip de l'oxigen, car l'entrenador Alejandro Scopelli feia inhalar oxigen als seus jugadors en el descans dels partits. L'equip fou líder la major part de la temporada i perdé aquesta posició de forma definitiva a set jornades del final, acabant finalment en quarta posició.
- 24 d'agost de 1952: Amistós: UE Sants 1 - Espanyol 6[4]
- 7 de setembre de 1952: Amistós: UE Sant Andreu 1 - Espanyol 6[5]
- 21 de setembre de 1952: Lliga: Espanyol 6 - Sevilla FC 2[6]
- 24 de setembre de 1952: Copa de la Mercè: Espanyol 2 - FC Barcelona 1[7]
- 28 de setembre de 1952: Lliga: Reial Madrid 1 - Espanyol 2[8]
- 5 d'octubre de 1952: Lliga: Espanyol 4 - Sporting de Gijón 0[9]
- 26 d'octubre de 1952: Lliga: Espanyol 7 - Athletic Club 2[10]
- 18 de gener de 1953: Lliga: Espanyol 6 - Celta de Vigo 1[11]
- 8 de març de 1953: Lliga: Espanyol 7 - Deportivo de La Coruña 1[12]
- 29 de març de 1953: Noces d'Or del club: Espanyol 3 - Malmö FF 2[13]
- 1 d'abril de 1953: Noces d'Or del club: Espanyol 2 - Stuttgarter Kickers 2[14]
- Març i abril de 1953: L'Espanyol celebra les seves noces d'or amb tres anys de retard. Es disputaren dos partits enfront dels clubs Malmö FF suec i Stuttgarter Kickers alemany.[15]

## Resultats i Classificació
- Lliga d'Espanya: Quarta posició amb 36 punts (30 partits, 16 victòries, 4 empats, 10 derrotes, 64 gols a favor i 40 en contra).
- Copa d'Espanya: Quarts de final. Eliminà l'Sporting de Gijón però fou vençut per l'Atlètic de Madrid a quarts de final després d'una pròrroga en el partit de tornada a Madrid.

## Plantilla
| P   | Jugador                | Lliga | Lliga | Copa d'Espanya | Copa d'Espanya |
| P   | Jugador                | PJ    | G     | PJ             | G              |
| --- | ---------------------- | ----- | ----- | -------------- | -------------- |
| POR | Marcel Domingo         | 27    | -34   | -              | -              |
| POR | Josep Trias            | 5     | -6    | 3              | -6             |
| POR | Miquel Soler           | 1     | 0     | 2              | -2             |
| DEF | Josep Parra            | 30    | -     | 4              | -              |
| DEF | Antoni Argilés         | 28    | -     | 3              | -              |
| DEF | Cata                   | 24    | -     | -              | -              |
| DEF | Joaquim Tejedor        | 11    | -     | 1              | -              |
| DEF | Salvador Gimeno        | 4     | -     | 4              | -              |
| DEF | Ricard Teruel          | 2     | -     | 1              | -              |
| MIG | José Luis Piquín       | 29    | 1     | -              | -              |
| MIG | Josep Artigas          | 28    | 2     | 2              | -              |
| MIG | Juan Bolinches         | 20    | 1     | 4              | -              |
| MIG | Mariano Veloy          | 4     | -     | 1              | -              |
| MIG | Ramon Celma            | 2     | -     | 1              | -              |
| DAV | Francesc Xavier Marcet | 30    | 15    | 4              | 2              |
| DAV | Julià Arcas            | 30    | 21    | 4              | 2              |
| DAV | Josep Mauri            | 19    | 9     | 3              | 2              |
| DAV | Josep Egea             | 18    | 7     | 2              | -              |
| DAV | Paseiro                | 6     | 3     | 2              | 1              |
| DAV | Jaime Ramírez          | 5     | 1     | -              | -              |
| DAV | Antoni Cruellas        | 4     | 2     | 4              | 1              |
| DAV | Vicente Colino         | 4     | 2     | -              | -              |
| DAV | Josep Davi             | 2     | -     | -              | -              |